# Annalise Schweizer
Annalise Schweizer (* 1949 in Zufikon) ist eine Schweizer Politikerin (ehemals GPS, jetzt parteilos). 

## Leben
Schweizer war bis zu ihrem Rücktritt Ende 1997 Zufiker Gemeinderätin. Die Berufsschullehrerin wurde am 31. Dezember 2003 in den Grossen Rat des Kantons Aargau als Vertreterin des Bezirks Bremgarten gewählt; im Jahr 2005 wurde sie wiedergewählt.
Am 23. Januar 2007 trat sie aus der Fraktion der Grünen im Grossen Rat aus und verliess auch die Partei. Der Austritt führte zu einer Debatte, ob ein fraktionsloses Mitglied Anrecht auf einen Sitz in den Kommissionen habe. Der Grosse Rat entschied am 22. Mai 2007 mit 70 gegen 53 Stimmen, dass die Grüne Partei die ihr zustehenden Sitze anderweitig besetzen könne. Im Jahr 2009 kandidierte Schweizer auf der eigenen Liste Bremgarten L plus, wurde jedoch nicht mehr gewählt.